# Campionati mondiali di pattinaggio di velocità su distanza singola 2025 - Mass start maschile
L'evento della partenza in linea maschile dei campionati mondiali di pattinaggio di velocità su distanza singola 2025 si è svolto il 15 marzo 2025 al Vikingskipet di Hamar, in Norvegia.

## Risultati
| Pos | Atleta               | NOC           | Giri | Punti | Tempo   |
| --- | -------------------- | ------------- | ---- | ----- | ------- |
| 1   | Andrea Giovannini    | Italia        | 16   | 60    | 7:56.47 |
| 2   | Lee Seung-hoon       | Corea del Sud | 16   | 40    | 7:56.52 |
| 3   | Bart Swings          | Belgio        | 16   | 20    | 7:56.69 |
| 4   | Bart Hoolwerf        | Paesi Bassi   | 16   | 10    | 7:56.70 |
| 5   | Ethan Cepuran        | Stati Uniti   | 16   | 6     | 7:57.37 |
| 6   | Timothy Loubineaud   | Francia       | 16   | 5     | 8:08.28 |
| 7   | Indra Médard         | Belgio        | 16   | 5     | 8:12.61 |
| 8   | Daniele Di Stefano   | Italia        | 16   | 3     | 7:57.59 |
| 9   | Gabriel Odor         | Austria       | 16   | 3     | 8:31.70 |
| 10  | Metoděj Jílek        | Rep. Ceca     | 16   | 2     | 8:05.55 |
| 11  | Chung Jae-won        | Corea del Sud | 16   | 0     | 7:57.62 |
| 12  | Livio Wenger         | Svizzera      | 16   | 0     | 7:58.79 |
| 13  | Shomu Sasaki         | Giappone      | 16   | 0     | 7:59.27 |
| 14  | Viktor Hald Thorup   | Danimarca     | 16   | 0     | 8:02.33 |
| 15  | Liu Hanbin           | Cina          | 16   | 0     | 8:06.93 |
| 16  | David La Rue         | Canada        | 16   | 0     | 8:06.99 |
| 17  | Fridtjof Petzold     | Germania      | 16   | 0     | 8:11.52 |
| 18  | Jorrit Bergsma       | Paesi Bassi   | 16   | 0     | 8:12.26 |
| 19  | Szymon Palka         | Polonia       | 16   | 0     | 8:19.35 |
| 20  | Peter Michael        | Nuova Zelanda | 16   | 0     | 8:19.58 |
| 21  | Allan Dahl Johansson | Norvegia      | 16   | 0     | 8:22.42 |
| 22  | Marcin Bachanek      | Polonia       | 15   | 2     | 7:57.97 |
| 23  | Mathieu Belloir      | Francia       | 14   | 1     | 7:31.26 |
| 24  | Felix Maly           | Germania      | 13   | 0     | 7:00.82 |